# Horologiom
Pour l’article ayant un titre homophone, voir Horologium.
Horologiom est une série de bande dessinée de Fabrice Lebeault (scénario et dessins) et Florence Breton (couleurs).
Un premier cycle est composé des 5 premiers tomes et constitue une histoire complète. Les tomes 6 et 7 sont des épisodes indépendants, dont l'action se déroule avant la fin du premier cycle.

## Synopsis
Dans la ville d'Horologiom, totalement coupée du monde, tout et tout le monde est régi par la mécanique. Les sentiments humains y sont réprouvés, et chaque citoyen porte vissée sur sa tête une « clé » qui, si elle est remontée assez souvent, est censée lui ôter toute pulsion animale et lui permettre d'atteindre la perfection mécanique. Ce régime implacable est tenu par les autorités religieuses, au nom du « Grand Rouage ».
Mais l'arrivée en ville d'un étranger ne portant pas de clé, Mariulo, va ébranler ce système et mettre la ville en émoi.

## Albums
- Delcourt, coll. « Terres de Légendes » :

1. L'Homme sans clef (1994)
2. L'Instant du Damokle (1995)
3. Nahédig (1997)
4. La Nuit du requinqueur (1999)[1]
5. Le Grand Rouage (2000)
6. Le Ministère de la peur (2011)
7. Les Couloirs changeants (2014)

- Édition intégrale (2005)  (ISBN 2-84789-962-6) (5 premiers tomes)

## Prix
- 1995 : Alph-Art coup de cœur du festival d'Angoulême pour L'Homme sans clef[2]